# Jogging (sport)
Pour le vêtement homonyme voir jogging (vêtement)
 (août 2013).

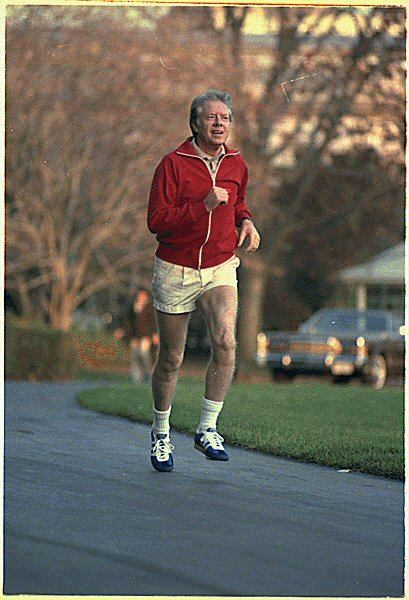
Jimmy Carter pendant une séance de jogging

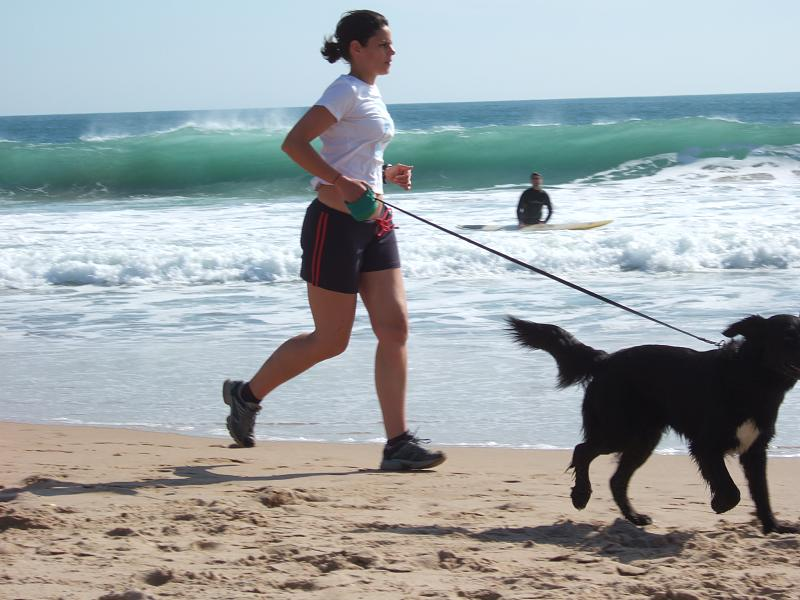
Une joggeuse avec son chien

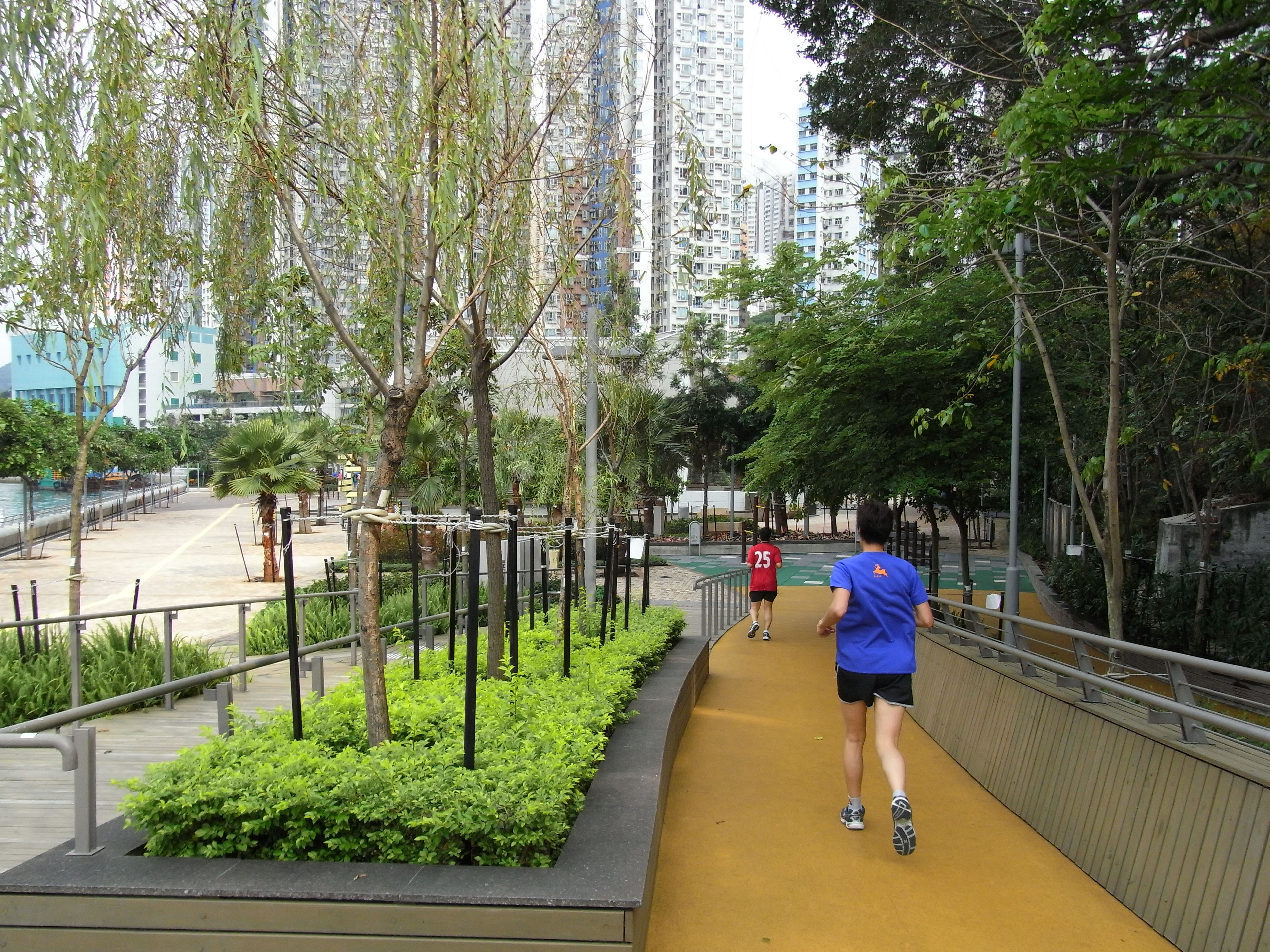
Piste de jogging dans un parc de Hong Kong.

Le jogging ou footing est un terme emprunté à l'anglais. Ce terme désigne une activité physique, également appelée course à pied, consistant à courir dans un but sportif, sur une certaine distance et à un certain rythme. Le terme francisé « joggeur » désigne la personne pratiquant cette activité.
Le jogging est un exercice physique de loisir pratiqué dans le but d’améliorer ou de maintenir la condition physique (fitness), l’hygiène de vie et le bien-être. Les sportifs réguliers, les professionnels et les athlètes utilisent le jogging comme exercice d’échauffement, comme entraînement à l’endurance ou comme moyen de récupération.

## Principes de base

### Durée et horaire
La durée des séances de jogging est variable et dépend de l'entraînement du joggeur. Pour un débutant, la durée préconisée est de 10 à 15 minutes par sortie, avec une ou plusieurs courtes phases de marche au milieu si nécessaire. Progressivement, ces sorties peuvent être allongées pour atteindre 20 minutes à la fin du premier mois, sans temps de pause au milieu, puis une heure au bout de trois mois. Dans tous les cas, la progression, qu'elle soit en termes de temps ou de distance, doit être progressive ; la règle des « 10 % de plus » chaque semaine reste un maximum. Il est conseillé de prévoir trois entraînements par semaine, sachant que pour un débutant, il vaut mieux trois petits entraînements qu'une longue et fatigante course pouvant conduire à des blessures.
De nombreux joggeurs privilégient la course à pied le matin, du fait des températures extérieures plus basses, mais également pour les bienfaits de la libération d'endorphine, qui contribue à la bonne humeur. Cependant, si l'on tient compte du rythme biologique, le meilleur moment de la journée pour courir serait celui où la température corporelle est la plus élevée, soit entre 17 heures et 18 heures. Toutefois, chez certains sportifs, ce créneau tardif créerait une excitation néfaste à une bonne qualité du sommeil nocturne.

### Technique
La foulée doit être linéaire et régulière, en évitant de bondir. Le jogger doit se tenir droit, bras semi-fléchis, mains relâchées en dessous des coudes. La tête ne doit pas bouger et la respiration doit être bien rythmée. Pour une respiration régulière, le joggeur doit inspirer par le nez, expirer par la bouche afin d'éviter l'apparition de point de côté.
Les séances de « fractionné » (alternance de courtes périodes d'effort intense et de repos) sont pratiquées par les coureurs désirant améliorer leur capacité cardiovasculaire et leur vitesse maximale aérobie (VMA). L'hydratation du coureur (avant, pendant ou après) est essentielle.

### Équipement
En 2013, le budget moyen estimé pour pratiquer le jogging est chiffré à 223,50 € en termes d'équipements (principalement les vêtements), mais les dépenses peuvent dépasser les 500 €. Le marché de l'équipement est en progression de 5 % par an et se partage entre les équipementiers de chaussures et vêtements, les fabricants de GPS, ou ceux de compléments alimentaires.
Des chaussures de type « running » sont fortement recommandées. Le choix de ces chaussures se fait notamment selon :
- le terrain pratiqué (route, chemin, sous-bois) ;
- la morphologie du pied (pronateur, supinateur, universel, hyperpronateur)[6] ;
- le type de séance : entraînement ou compétition ;
- la distance de compétition envisagée ;
- la fréquence d’entraînement (de temps en temps à plusieurs fois par semaine) ;
- les priorités souhaitées pour les sensations durant la course : confort, amorti, dynamisme, stabilité[7] ;
- également les considérations esthétiques et le prix[7].

### Hydratation
Pour les longs joggings (au-delà d'une heure), il est important de boire peu, mais régulièrement en courant, prévoir une gorgée toutes les 10 minutes. Sans une bonne hydratation, le sang s'épaissit et l'oxygène est moins bien transporté. Sans eau, les tendons ne sont plus lubrifiés, ils s'échauffent et il y a risque de tendinite.

## Pratiquants

### En France
La course à pied est le cinquième sport le plus pratiqué en France, juste après la randonnée, la pétanque, la natation, et le vélo.
Dans certains cas, la pratique de la course à pied pour le loisir peut donner lieu à une pratique plus poussée jusqu'à la participation à des compétitions locales, régionales, ou nationales et internationales. En France, il est organisé environ 5 000 courses hors stade par an, de tous niveaux.
En 2012, la France compte environ six millions de pratiquants réguliers de course à pied, dont un quart qui fait de la compétition, et quatre millions pratiquant occasionnellement le jogging. Les femmes représentent un tiers des adeptes de ce sport, et les plus de 50 ans un tiers également (tout sexe confondu) ; un tiers enfin pratique au moins une fois par semaine.

## Motivations
David Le Breton analyse que les motivations sont diverses : « redécouverte du corps et de l'effort physique » ou « entretien physique », « tenter de se dépasser », « éprouver ses limites, voire les repousser », ou « goût de la performance » sont également citées.

## Impact sur la santé

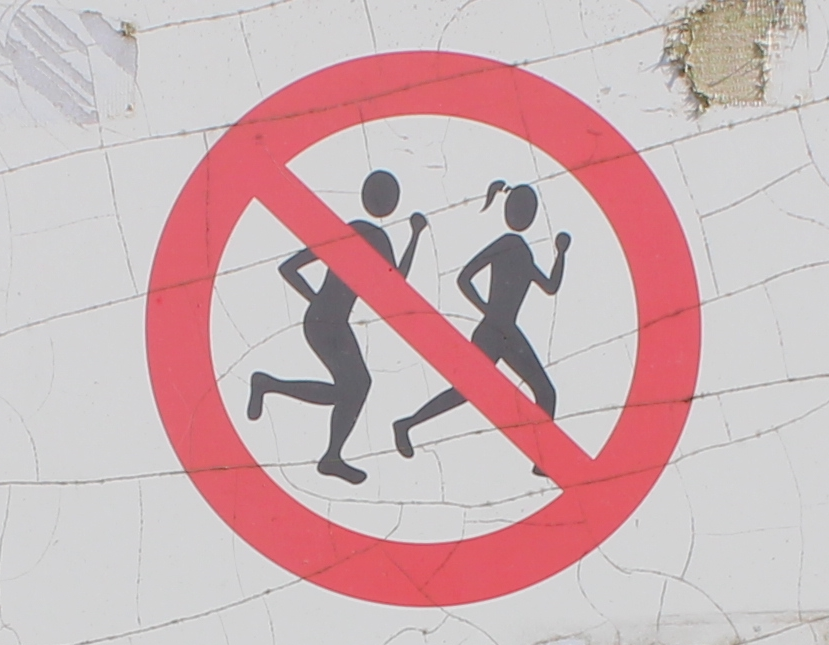
Panneau interdit aux joggeurs.

En tant qu'activité physique, la course à pied développe les muscles des jambes, des hanches et du dos principalement, ainsi que ceux des bras de façon moins marquée. Par ailleurs, le jogging (comme d'ailleurs les autres activités physiques où le sportif se tient sur ses jambes) contribue à maintenir et à améliorer la densité osseuse. Ceci permet de lutter contre l'ostéoporose. Le jogging permet aussi d'améliorer la résistance aux maladies cardiovasculaires. Le jogging peut être combiné avec d'autres exercices, la seule limite étant la fatigue de l'athlète.
Le jogging comporte en revanche des risques de blessures : en tant qu'exercice, il provoque de nombreux impacts, correspondant aux pas du joggeur, imposant de grandes contraintes physiques aux articulations, notamment les genoux et les chevilles. Certains coureurs ont en conséquence adopté des techniques moins violentes, telles que la montée d'escaliers. Un échauffement préalable est indispensable avant un jogging, pour préparer les muscles. Tout aussi indispensable, une période de retour au calme, pour évacuer l'acide lactique accumulé durant l'effort, ainsi que des étirements courts et non douloureux (les muscles ont déjà subi des traumatismes, inutile de les endommager davantage). En l'absence d'échauffement, on peut observer des crampes et des courbatures.
La pratique régulière du jogging pourrait sensiblement améliorer la longévité et diminuer le risque d'invalidité de la personne âgée.

## Publications

### En Europe

#### En France
- Jogging International
- Runner's World (en)
- Running Attitude
- Le Bipède
- Running Mag

## Dans la culture populaire

### Films
- Marathon Man
- Forrest Gump
- Les Chariots de Feu